# 宋崗
宋崗是位於香港東南端蒲台群島其中一個島嶼，無人居住，佔地48公頃，行政上屬於離島區，與廣東省珠海市管轄的擔桿島隔海相望。島峰為150米。宋崗西北面對出有一小島稱為宋羌仔，高7米，東北面有一小島，高33米。

## 地理生態
宋崗上滿布突岩、灌木和草叢，島上岩石是花崗岩體，有複合基質及長英質帶狀岩牆。島上植有台灣假黃楊，海床有豐富的生物多樣性，例如珊瑚群落（石珊瑚、八放珊瑚及黑珊瑚）。1999年的潛水調查發現在果洲群島以南、橫瀾島和宋崗島的西北面，硬珊瑚的數量和品種都最多。

## 歷史
宋崗島早在18世紀末的航海圖中已被標示，島名即為宋崗，譯名則有Song Keo、Sonkoo、Soon-kong、Sun-kong等等。
1979年5月8日，駐港皇家海軍Wollerton號巡邏至約下午1時，發現約30名中國大陸非法入境者登陸宋崗島，捕獲9人，反映除了由西北的后海灣、東北的大鵬灣外，東南面也有非法入境者偷渡。

## 未來發展
2014年，西貢區議會議員方國珊提議政府亦可考慮把交椅洲、內伶仃洋、蒲台島、宋崗等島嶼開發成大型外海島嶼，並建橋及發展海上運輸，以發展環保產業及廢物處理，但提議並未獲理會。
該海域常用作敷設電纜、光纜等。2021年一間顧問公司的報告為中國電信國際研究「亞洲直達國際海底光纜系統—香港段」調查環境影響等，發現宋崗有具生態關注的珊瑚群落，但距離擬建光纜有約386米，報告認為對生態影響不大。